# Нижний Кумор
Нижний Кумор (удм. Кумор) — деревня в Кукморском районе Татарстана. Административный центр Среднекуморского сельского поселения.

## География
Находится в северо-западной части Татарстана на расстоянии приблизительно 5 км на юго-запад по прямой от районного центра города Кукмор.

## История
Известна с 1719 года.

## Население
Постоянных жителей было: в 1782 году — 69 душ мужского пола, в 1859—291, в 1897—449, в 1908—485, в 1920—535, в 1926—578, в 1938—477, в 1949—406, в 1958—446, в 1970—500, в 1979—560, в 1989—470, 508 в 2002 году (удмурты 100 %), 475 в 2010.